# Alfonso Escámez
Alfonso Escámez y López (Águilas, Región de Murcia, 1 de enero de 1916 - Madrid, 16 de mayo de 2010), I marqués de Águilas, fue banquero español. Llegó a ser presidente del  Banco Central y fue senador por designación real tras las primeras elecciones celebradas en 1977.

## Biografía
Hijo de Agustín Escámez y María de la Concepción López, en sus primeros años Alfonso asistió al colegio Santo Tomás de Aquino. Su padre y su tía María de los Dolores sabían que tenía capacidad para ir a la universidad y emprender una importante carrera, por lo que asistía además a clases particulares. En 1928 su padre, Agustín Escámez, murió en accidente de tráfico. A partir de ese momento la vida de la familia cambiaría por completo. 
El prematuro fallecimiento de su progenitor, dedicado al comercio de pescado, dio un vuelco a la vida del pequeño Alfonso, que se hubo de poner a trabajar con 12 años como botones en la sucursal del Banco Internacional de Industria y Comercio, donde cobraba 15 pesetas al mes, mientras su madre trabajaba como costurera para sacar adelante a los cinco huérfanos.
Tras la crisis de 1929, la entidad debió reducir personal y Escámez, con 13 años, perdió su primer trabajo. Pero sus jefes ya se habían fijado en él y pronto lo volvieron a contratar, ya como cajero, subiéndole el sueldo hasta 60 pesetas. Después de la Guerra Civil, el Internacional fue absorbido por el Central, entidad de la que ya nunca se desligaría y donde desarrolló toda su carrera, hasta alcanzar la presidencia en 1973. 
Alfonso contrajo matrimonio en 1939 con Aurelia Torres Pomata (Alicante ¿fecha? - Murcia, 30 de agosto de 1997). Falleció el 16 de mayo de 2010, en su domicilio familiar de Madrid y fue enterrado en Águilas, en el panteón familiar junto a su mujer.
También, en Águilas, cedió al pueblo una parcela, en la que se construyó un instituto al cual le han otorgado el nombre de IES Alfonso Escámez.

## Cargos
- Presidente del  Banco Central  (1973-1993)
- Presidente de Honor de CEPSA.

## Premios y reconocimientos
Recibió la Gran Cruz de la Orden del Mérito Civil. En 30 de diciembre de 1991 (Boletín Oficial de 30 de diciembre de 1991) (efectivado el 17 de febrero de 1992), el Rey Juan Carlos I de España le otorgó el Marquesado de Águilas con Armas de Merced Nueva.